# Dekanat Starnberg

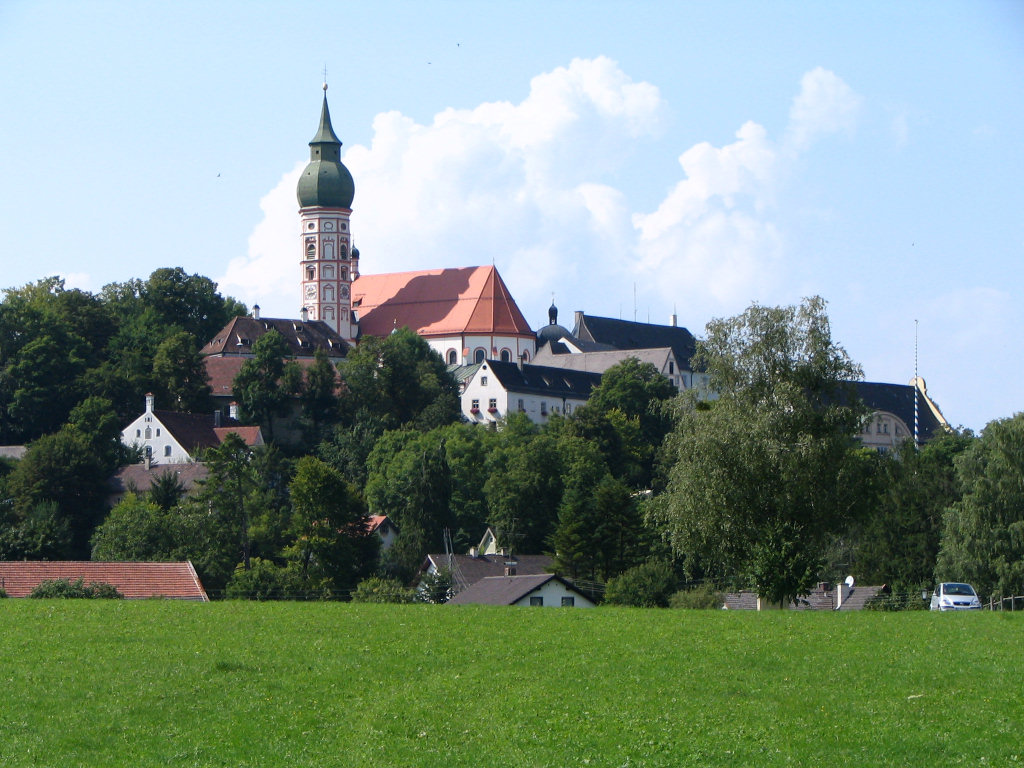
Klosterkirche Andechs

Das Dekanat Starnberg mit derzeitigem Sitz in Herrsching ist eines von 23 Dekanaten des römisch-katholischen Bistums Augsburg.
Das Dekanat entstand im Zuge der Bistumsreform vom 1. Dezember 2012.

## Gliederung
- Pfarreiengemeinschaft Ammersee-Ost

Pfarrei Breitbrunn „St. Johannes Baptist“,
Pfarrei Herrsching „St. Nikolaus“,
Filiale Widdersberg „St. Michael“,
Pfarrei Inning „St. Johannes Baptist“;
- Pfarreiengemeinschaft Pöcking

Pfarrei Feldafing „Hl. Kreuz“,
Filiale Feldafing „St. Peter und Paul“,
Pfarrei Pöcking „St. Pius“,
Pfarrei Traubing „Mariä Geburt“,
Filiale Wieling „St. Nikolaus“,
Filiale Monatshausen „St. Martin“;
- Pfarreiengemeinschaft Seefeld/Wörthsee

Pfarrei Drössling „Mariä Himmelfahrt“,
Filiale Meiling „St. Margaretha“,
Pfarrei Hechendorf „St. Michael“,
Pfarrei Oberalting „St. Peter und Paul“,
Filiale Unering „St. Martin“,
Pfarrei Wörthsee „Zum Hl. Abendmahl“;
Filiale Etterschlag „St. Nikolaus“,
- Pfarreiengemeinschaft Starnberg

Pfarrei Perchting „Mariä Heimsuchung“,
Filiale Hadorf „St. Johann Baptist“,
Pfarrei Söcking „St. Ulrich“,
Pfarrei Starnberg „Maria, Hilfe der Christen“,
Filiale Hanfeld „St. Michael“;
- Pfarreiengemeinschaft Weßling

Pfarrei Oberpfaffenhofen „St. Georg“,
Filiale Hochstadt „St. Jakob“,
Pfarrei Unterbrunn „St. Laurentius“,
Filiale Oberbrunn „St. Peter und Paul“,
Filiale Mamhofen „St. Jakobus und Philippus“,
Pfarrei Weßling „Christkönig“;
- Weitere Pfarreien (gehören keiner Pfarreiengemeinschaft an)

Pfarrei Erling „St. Vitus“,
Wallfahrts- und Klosterkirche Andechs „St. Nikolaus und Elisabeth“,
Pfarrei Frieding „St. Pankratius“,
Wallfahrtskuratie Grafrath „St. Rasso“,
Pfarrei Machtlfing „St. Johannes Baptist“;
Pfarrei Tutzing „St. Joseph“.